# Rockland (Nueva York)
Rockland es un pueblo ubicado en el condado de Sullivan en el estado estadounidense de Nueva York. En el año 2000 tenía una población de 3,913 habitantes y una densidad poblacional de 16 personas por km².

## Geografía
Rockland se encuentra ubicado en las coordenadas 41°55′46″N 74°49′19″O / 41.92944, -74.82194. Según la Oficina del Censo, la ciudad tiene un área total de 246,7 km² (95,3 mi²), de la cual 244,2 km² (94,3 mi²) es tierra y 2,5 km² (1 mi²) (1.01%) es agua.

## Demografía
Según la Oficina del Censo en 2000 los ingresos medios por hogar en la localidad eran de $32,879, y los ingresos medios por familia eran $38,629. Los hombres tenían unos ingresos medios de $33,370 frente a los $21,094 para las mujeres. La renta per cápita para la localidad era de $16,323. Alrededor del 11.1% de la población estaban por debajo del umbral de pobreza.